# 퇴위

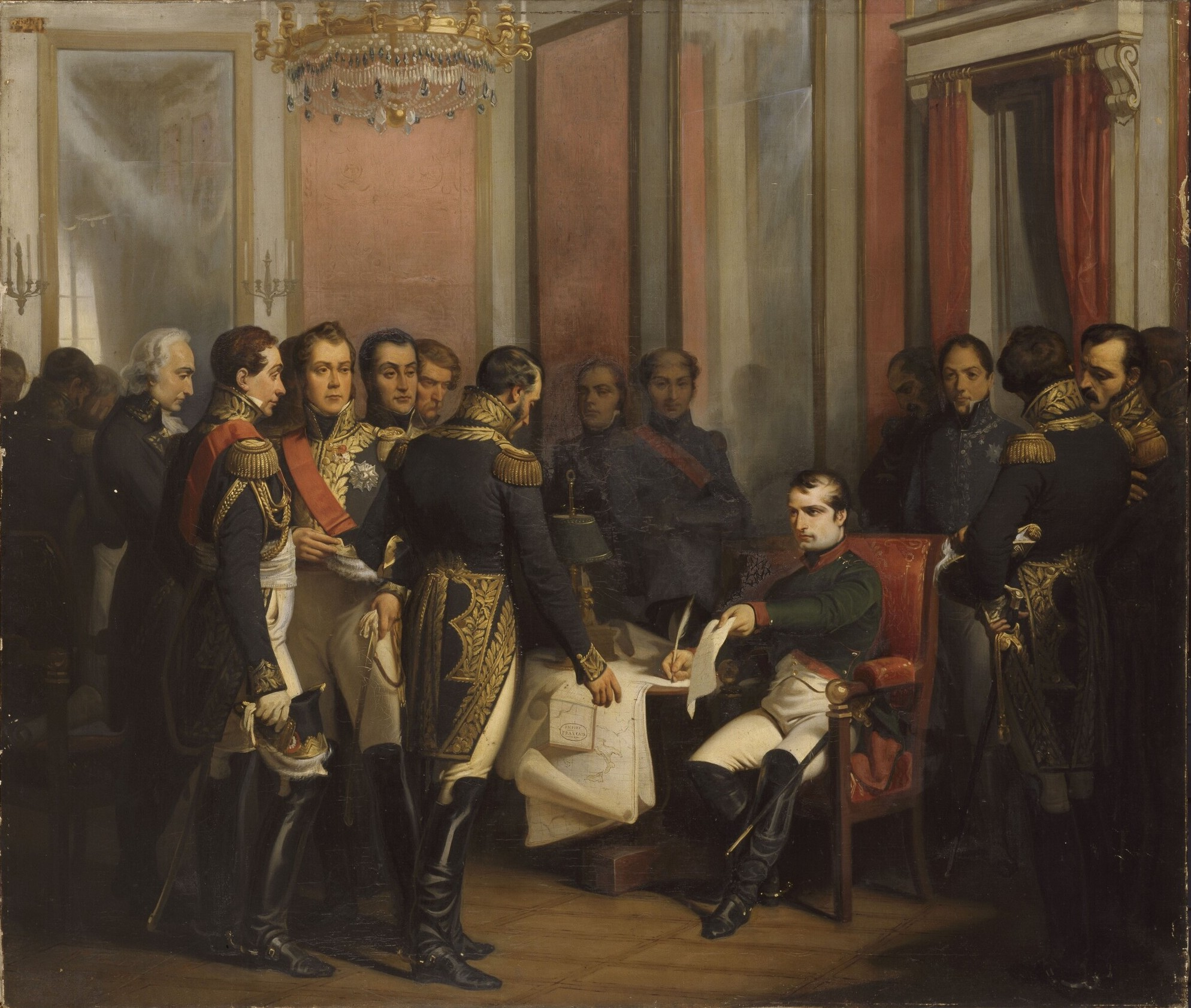
나폴레옹의 첫 퇴위는 1814년 4월 4일 퐁텐블로 궁전에서 서명되었다.

퇴위(退位, Abdication)는 군주의 자리에서 물러나는 행위이다. 퇴위는 왕위 계승에서 여러 역할을 해왔다. 일부 문화권에서는 퇴위를 직무의 포기로 간주하는 반면, 일본 메이지 유신 이전 시기 등 다른 사회에서 퇴위는 정기적인 사건으로서 정치 승계 중에 안정 유지에 도움을 주었다. 폐위(廢位)라고도 부르며 퇴위된 군주를 폐주(廢主), 폐군(廢君), 폐왕(廢王)으로 부른다.
근래 들어 수많은 군주가 연로하여 퇴위하게 되었는데, 특히 룩셈부르크, 네덜란드, 벨기에, 스페인, 부탄, 일본, 덴마크의 군주에서 그 예를 볼 수 있다.